# Poziom lotu

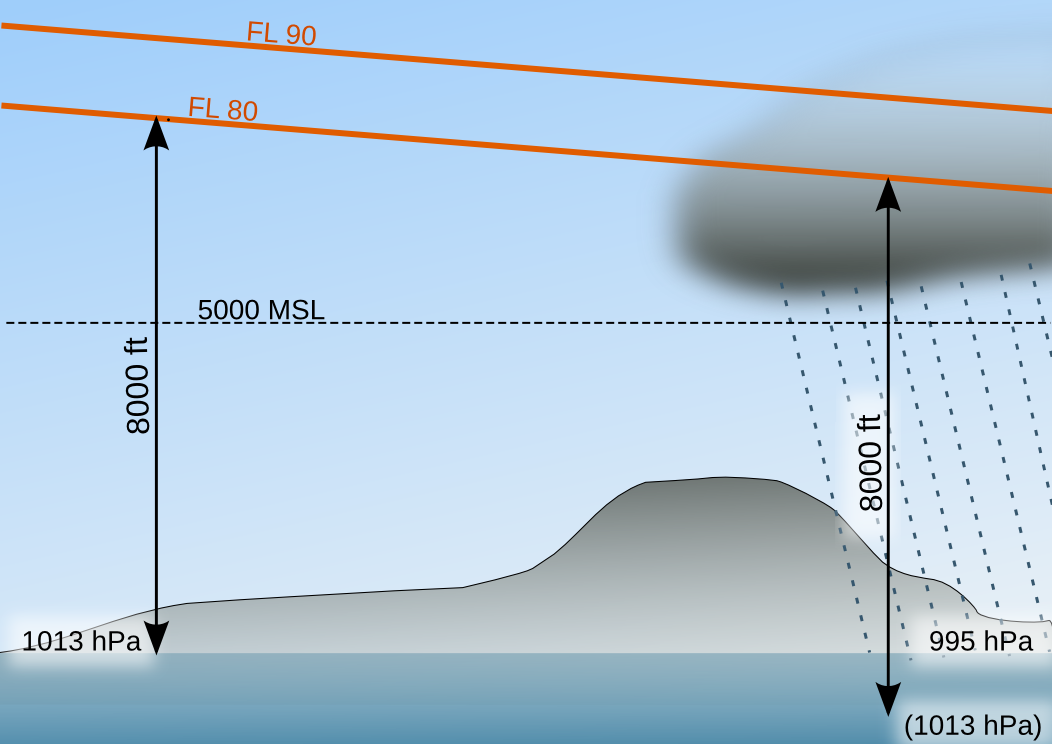
Poziom lotu

Wysokościomierz barometryczny

Poziom lotu (ang. Flight level) – powierzchnia baryczna o określonym ciśnieniu oddzielona od innych takich powierzchni o określoną różnicę ciśnienia i odniesiona do specyficznej wartości ciśnienia zwanego ciśnieniem standardowym o wartości 1013,25 hPa (760 mm Hg).
Praktycznie poziom lotu określa się wydzielając korytarz powietrzny, czyli pas przestrzeni powietrznej o szerokości np. 10 km i wysokości 1000 stóp (około 300 m). Wysokość określaną jako poziom lotu podaje się powyżej wysokości bezwzględnej przejściowej, gdzie przy lotach według wskazań przyrządów IFR Warszawa wysokość bezwzględna przejściowa wynosi 6500 stóp, a transition level (poziom przejściowy) dla Warszawy to FL080, a lecąc z Warszawy do USA, wysokość przelotowa wynosi FL320 i więcej (9753 m).
Wartość poziomu lotu to wysokość mierzona w setkach stóp, np. FL380 odpowiada wysokości 38000 stóp i ma zastosowanie tak do lotów według przyrządów IFR, jak i do lotów z widocznością VFR (u których rzadko jednak stosuje się pojęcia FL ze względu na wykonywanie lotów na niskich wysokościach).